# Dyskografia LMFAO
Dyskografia amerykańskiej electro hopowej grupy LMFAO obejmuje dwa albumy studyjne, jeden minialbum oraz osiem singli.

## Albumy

### Albumy studyjne
| Rok  | Album | Najwyższa pozycja | Najwyższa pozycja | Najwyższa pozycja | Najwyższa pozycja | Najwyższa pozycja | Najwyższa pozycja | Najwyższa pozycja | Najwyższa pozycja | Najwyższa pozycja | Najwyższa pozycja | Sprzedaż   | Certyfikaty                                                 |
| Rok  | Album | Stany Zjednoczone | Australia         | Kanada            | Francja           | Niemcy            | Irlandia          | Holandia          | Nowa Zelandia     | Szwajcaria        | Wielka Brytania   | Sprzedaż   | Certyfikaty                                                 |
| ---- | --- | ----------------- | ----------------- | ----------------- | ----------------- | ----------------- | ----------------- | ----------------- | ----------------- | ----------------- | ----------------- | ---------- | ----------------------------------------------------------- |
| 2009 | Party Rock - Wydany: 7 lipca 2009 - Wytwórnia: Interscope - Format: CD, digital download                 | 33                | –                 | –                 | –                 | –                 | –                 | –                 | –                 | –                 | –                 | - 210 000+ | - Złoto                                                     |
| 2011 | Sorry for Party Rocking - Wydany: 21 czerwca 2011 - Wytwórnia: Interscope - Format: CD, digital download | 5                 | 2                 | 2                 | 6                 | 19                | 11                | 40                | 2                 | 13                | 8                 | - 808 900+ | - Złoto - 4× Platyna - 2× Platyna - Złoto - Platyna - Złoto |

### Minialbumy
| Rok  | Album                                                                                               |
| ---- | --------------------------------------------------------------------------------------------------- |
| 2008 | Party Rock EP - Wydany: 1 lipca 2008 - Wytwórnia: Interscope Records - Format: CD, digital download |

## Single
| Rok                                                 | Singel                                                | Najwyższa pozycja | Najwyższa pozycja | Najwyższa pozycja | Najwyższa pozycja | Najwyższa pozycja | Najwyższa pozycja | Najwyższa pozycja | Najwyższa pozycja | Najwyższa pozycja | Najwyższa pozycja | Certyfikaty                                                      | Album                   |
| Rok                                                 | Singel                                                | Stany Zjednoczone | Australia         | Kanada            | Francja           | Niemcy            | Irlandia          | Holandia          | Nowa Zelandia     | Szwajcaria        | Wielka Brytania   | Certyfikaty                                                      | Album                   |
| --------------------------------------------------- | ----------------------------------------------------- | ----------------- | ----------------- | ----------------- | ----------------- | ----------------- | ----------------- | ----------------- | ----------------- | ----------------- | ----------------- | ---------------------------------------------------------------- | ----------------------- |
| 2008                                                | "I'm in Miami Bitch"                                  | 51                | 27                | 37                | –                 | –                 | –                 | –                 | –                 | –                 | 86                | - Złoto - Platyna                                                | Party Rock              |
| 2009                                                | "La La La"                                            | 55                | –                 | –                 | –                 | –                 | –                 | –                 | –                 | –                 | –                 |                                                                  | Party Rock              |
| 2009                                                | "Shots" (feat. Lil Jon)                               | 68                | 77                | 53                | –                 | –                 | –                 | –                 | –                 | –                 | –                 | - Platyna                                                        | Party Rock              |
| 2009                                                | "Yes"                                                 | –                 | –                 | 68                | –                 | –                 | –                 | –                 | –                 | –                 | –                 | - Złoto - Złoto                                                  | Party Rock              |
| 2011                                                | "Party Rock Anthem" (feat. Lauren Bennett & GoonRock) | 1                 | 1                 | 1                 | 1                 | 1                 | 1                 | 9                 | 1                 | 1                 | 1                 | - 5× Platyna - 9× Platyna - 6× Platyna - 4× Platyna - 2× Platyna | Sorry for Party Rocking |
| 2011                                                | "Champagne Showers" (feat. Natalia Kills)             | –                 | 9                 | 53                | 12                | 41                | 15                | –                 | 8                 | 56                | 32                | - 3× Platyna - Złoto                                             | Sorry for Party Rocking |
| 2011                                                | "Sexy and I Know It"                                  | 1                 | 1                 | 1                 | 4                 | 8                 | 4                 | 8                 | 1                 | 7                 | 5                 | - 4× Platyna - 8× Platyna - 2× Platyna - 2× Platyna              | Sorry for Party Rocking |
| 2011                                                | "Sorry for Party Rocking"                             | 49                | 32                | 31                | 16                | –                 | 18                | –                 | 27                | 43                | 23                | - Złoto - Platyna                                                | Sorry for Party Rocking |
| "–" oznacza, że singel nie zajął miejsc na listach. |                                                       |                   |                   |                   |                   |                   |                   |                   |                   |                   |                   |                                                                  |                         |

### Jako jedni z artystów
| Rok                                                 | Singel                                                               | Najwyższa pozycja | Najwyższa pozycja | Najwyższa pozycja | Najwyższa pozycja | Najwyższa pozycja | Najwyższa pozycja | Najwyższa pozycja | Najwyższa pozycja | Najwyższa pozycja | Najwyższa pozycja | Certyfikaty                   | Album                |
| Rok                                                 | Singel                                                               | Stany Zjednoczone | Australia         | Kanada            | Francja           | Niemcy            | Irlandia          | Holandia          | Nowa Zelandia     | Szwajcaria        | Wielka Brytania   | Certyfikaty                   | Album                |
| --------------------------------------------------- | -------------------------------------------------------------------- | ----------------- | ----------------- | ----------------- | ----------------- | ----------------- | ----------------- | ----------------- | ----------------- | ----------------- | ----------------- | ----------------------------- | -------------------- |
| 2008                                                | "Shooting Star" (David Rush feat. Kevin Rudolf, LMFAO & Pitbull)     | –                 | –                 | 66                | –                 | –                 | –                 | –                 | –                 | –                 | –                 |                               | Feel the Rush Vol. 1 |
| 2010                                                | "Outta Your Mind" (Lil Jon feat. LMFAO)                              | 84                | 92                | 95                | –                 | –                 | –                 | –                 | –                 | –                 | –                 |                               | Crunk Rock           |
| 2010                                                | "Gettin' Over You" (David Guetta feat. Chris Willis, Fergie & LMFAO) | 31                | 5                 | 12                | 1                 | 15                | 4                 | 21                | 3                 | 11                | 1                 | - 2× Platyna - Srebro - Złoto | One More Love        |
| 2012                                                | "Livin' My Love" (Steve Aoki feat. LMFAO & Nervo)                    | –                 | –                 | 68                | –                 | –                 | –                 | –                 | –                 | –                 | –                 |                               | Wonderland           |
| 2012                                                | "Drink" (Lil Jon feat. LMFAO)                                        | –                 | –                 | –                 | –                 | –                 | –                 | –                 | –                 | –                 | –                 |                               | Party Animal         |
| "–" oznacza, że singel nie zajął miejsc na listach. |                                                                      |                   |                   |                   |                   |                   |                   |                   |                   |                   |                   |                               |                      |

### Single kolaboracyjne
| Rok  | Singel                                              | Najwyższa | Najwyższa | Najwyższa       | Album               |
| Rok  | Singel                                              | Belgia    | Holandia  | Wielka Brytania | Album               |
| ---- | --------------------------------------------------- | --------- | --------- | --------------- | ------------------- |
| 2009 | "Let the Bass Kick in Miami Girl" (Chuckie & LMFAO) | 17        | 17        | 9               | The Best of Chuckie |

### Single promocyjne
| Rok  | Singel      | Najwyższa pozycja | Album                   |
| Rok  | Singel      | Wielka Brytania   | Album                   |
| ---- | ----------- | ----------------- | ----------------------- |
| 2009 | "Get Crazy" | –                 | Party Rock              |
| 2011 | "One Day"   | 104               | Sorry for Party Rocking |

## Gościnnie w innych utworach
| Rok  | Utwór                                        | Artysta                              | Album               |
| ---- | -------------------------------------------- | ------------------------------------ | ------------------- |
| 2008 | "Release Me (Party Remix)"                   | Agnes                                | Release Me          |
| 2008 | "This Is My Life"                            | Hyper Crush                          | The Arcade          |
| 2009 | "Sine Language"                              | The Crystal Method                   | Divided by Night    |
| 2009 | "Falling Down (Remix)"                       | Space Cowboy & Chelsea Korka         | Digital Rock Star   |
| 2010 | "Shots"                                      | Lil Jon                              | Crunk Rock          |
| 2010 | "Sucks to be You"                            | Clinton Sparks & JoJo                | My Awesome Mixtape  |
| 2010 | "I Can't Dance"                              | Simon Rex                            | Nasty As I Wanna Be |
| 2011 | "Drink"                                      | Lil Jon                              | Party Animal        |
| 2011 | "Living My Love"                             | Steve Aoki & Nervo                   | Wonderland          |
| 2012 | "Give Me All Your Luvin' (Party Rock Remix)" | Madonna                              | MDNA Deluxe Edition |
| 2012 | "Live My Life (Party Rock Remix)"            | Far East Movement & Justin Bieber    | Dirty Bass          |
| 2012 | "Party Like an Animal"                       | will.i.am, Eva Simons (tylko RedFoo) | Willpower           |
| 2012 | "Run"                                        | Flo Rida (tylko RedFoo)              | Wild Ones           |